# Barbara Dürk

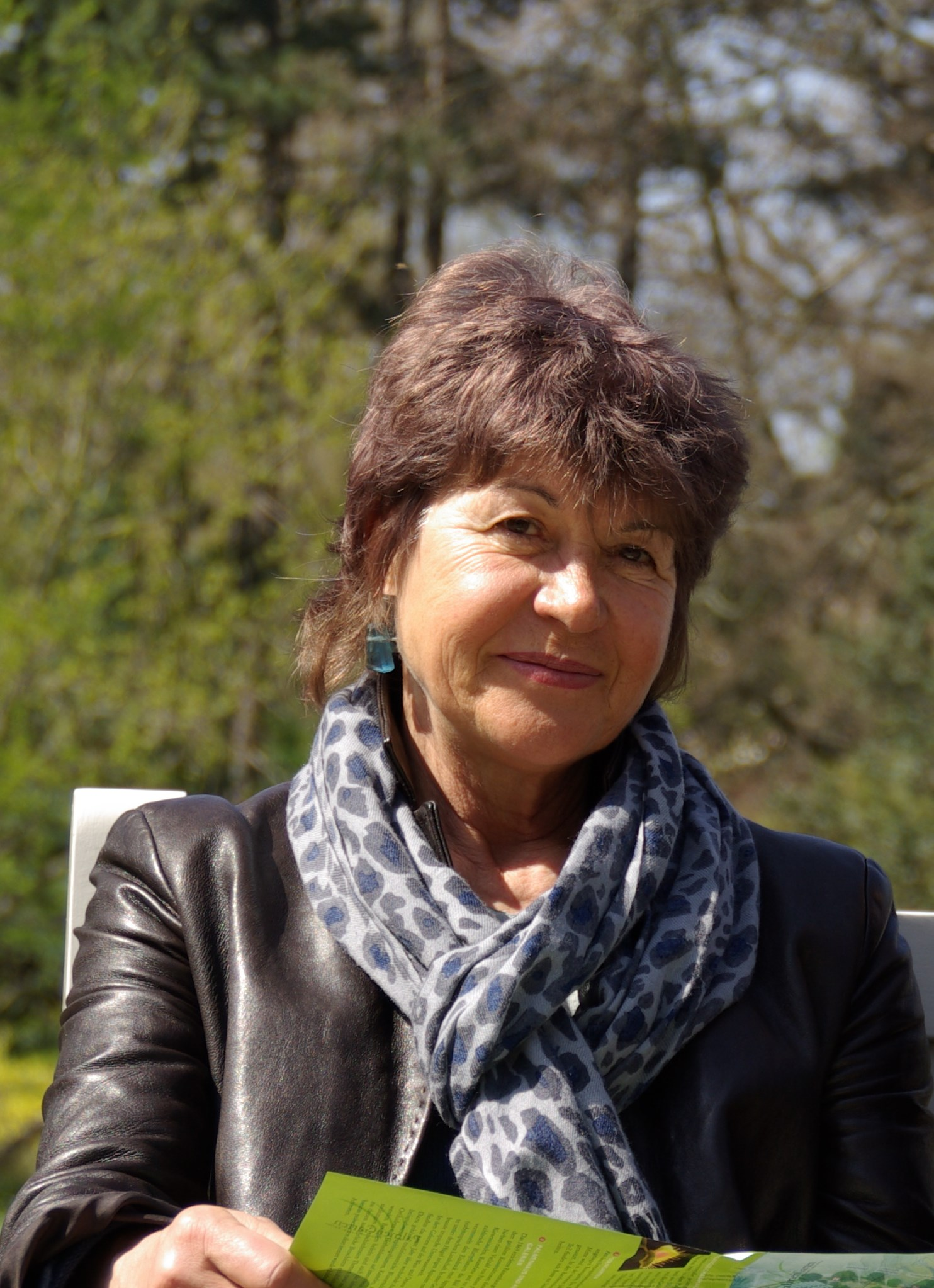
Barbara Dürk im Jahr 2010

Barbara Dürk (* 28. Februar 1949 in Freiburg im Breisgau; † 20. April 2014 in Frankfurt am Main) war eine deutsche Gewerkschaftsfunktionärin, Publizistin und Unternehmensberaterin.

## Leben
Barbara Dürk wurde in Freiburg im Breisgau geboren und verbrachte ihre Kindheit im Schwarzwald. Nach dem Abitur studierte sie zunächst in Frankfurt am Main, um Lehrerin zu werden. Zusätzlich absolvierte sie eine Maschinenschlosserlehre und bewarb sich 1984 bei einem Hochschullehrer, der für ein drittmittelfinanziertes Projekt einen Facharbeiter suchte. Ihre Bewerbung wurde aufgrund ihres Geschlechts nicht angenommen. Dagegen klagte Barbara Dürk, verlor aber beim Hessischen Landesarbeitsgericht in Frankfurt am Main mit dem Urteil vom 4. Dezember 1985 - 2 Sa 625/85. Danach legte sie beim Bundesverfassungsgericht eine Verfassungsbeschwerde ein, weil sie wegen ihres Geschlechts diskriminiert worden sei. Nach acht Jahren, am 16. November 1993, fiel die Entscheidung zu ihren Gunsten.
Dürk besuchte nach ihrer Schlosser-Ausbildung die Akademie der Arbeit in der Universität Frankfurt am Main (heute: Europäische Akademie der Arbeit). Anschließend arbeitete sie in der ÖTV-Hessen als Gewerkschaftssekretärin für Frauen und Umweltschutz. In der ÖTV initiierte sie die Aufwertungskampagne für typische Frauenberufe im Öffentlichen Dienst. Laut Meinung einiger Mitstreiterinnen leistete sie in diesem Zusammenhang „frauenpolitische Pionierarbeit“. Zugleich publizierte sie neben anderen Nichtjuristen zum Begriff der gleichwertigen Arbeit, z. B. 1990 mit Wenn das Brunnenmädchen im Heilbad den Hahn zudreht, was dem späteren juristischen Diskurs voranging. Zusätzliche Schwerpunkte ihrer Arbeit waren die Entwicklung von Alternativen zu Privatisierungen, insbesondere für Arbeitsplätze von Frauen, sowie Fraueninteressen bei der Modernisierung der öffentlichen Dienste. Sie engagierte sich für die Durchsetzung von flexibleren Arbeitszeitmodellen, um vor allem Frauen zu ermöglichen, Arbeitsleben und Familie besser zu vereinbaren.
Ab 1993 arbeitete Dürk als Unternehmensberaterin. Sie gründete zusammen mit Karin Kraus das Institut „Büro für neue Zeitpraxis“, um Arbeitszeitmodelle weiterzuentwickeln, Praktiker, Wissenschaftler und Institutionen zu vernetzen und Erfahrungsaustausch zu ermöglichen. Zum Trägerkreis des Instituts gehörten u. a. Margret Mönig-Raane, damals stellvertretende Ver.di-Vorsitzende, Hans-Günter Henneke und Herbert Mai. Dürk und Kraus berieten z. B. im Rahmen des Projektes „Neue Zeitpraxis“ Verwaltungen und kommunale Einrichtungen und Betriebe. Arbeits- und Öffnungszeiten wurden im Projektverlauf in Zusammenarbeit mit allen Beteiligten flexibler gestaltet. Ziel war es, familienfreundlichere Arbeitszeiten zur besseren Vereinbarkeit von Familie und Beruf, aber auch kundenfreundlichere Öffnungszeiten anbieten zu können.
In Zusammenarbeit mit der Gewerkschafterin Renate Sternatz befasste sich Barbara Dürk mit der praktischen Umsetzung des Leistungsentgelts im öffentlichen Dienst, das 2005 flächendeckend eingeführt wurde. Dürk und Sternatz beschrieben für Beschäftigte, Personalräte und Betriebsleitungen, wie Leistungsentgelt – eine Entlohnung nach Leistung und nicht nach Zeit – mit Zielvereinbarungen verknüpft und für alle Beteiligten nutzbar angewendet werden kann. In den Jahren von 2010 bis 2012 führte Dürk gemeinsam mit Renate Sternatz ein Modellprojekt zum Thema Demografischer Wandel in Deutschland durch. Dieses wurde in einer Reihe von Gemeinden in der Bundesrepublik umgesetzt. Dabei entwickelte sie zusammen mit den Beschäftigten aus verschiedenen Arbeitsbereichen Modelle für alternsgerechte Arbeit.
Dürk starb am 20. April 2014.

## Veröffentlichungen (Auswahl)
- mit anderen: Rechtliche und politische Aspekte der Frauendiskriminierung beim Zugang zur Beschäftigung. In: WSI-Mitteilungen, 1986, S. 29–39.
- Frauen werten ihre Tätigkeiten auf – Schlußfolgerungen für eine emanzipatorische Tarifpolitik. In: Frauen wollen mehr. Emanzipatorische Tarifpolitik, Band II. Fachtagung zur Aufwertung von Frauenberufen, ÖTV Hessen, Frankfurt am Main, 1990. 50–60. Online
- Wenn das Brunnenmädchen im Heilbad den Hahn zudreht … Frauen im öffentlichen Dienst fordern die Aufwertung ihrer Tätigkeiten. In: WSI-Mitteilungen, 12/1991, S. 724–733. Online
- Frauen im Schreibdienst – Ein typischer Fall von Beschäftigung von Frauen im öffentlichen Dienst. In: Barbara Stiegler (Hrsg.): Frauen im Schreibdienst – Neue Arbeitsorganisation, neue Technik, neue Bewertung, Interessenvertretung. Bericht über die Tagung Arbeitsorganisatorische Innovationen und Frauenförderung im Schreibdienst. Veranstaltet von der Friedrich-Ebert-Stiftung. ÖTV – Bundesfrauensekretariat, 1992, S. 23–32.
- Frauen im Schreibdienst – Trägerinnen technischer Innovation oder „nur“ Tippsen? In: Christiane Erlemann, Martina Möller, Peter Freese (Hrsg.): Die Hälfte des Himmels – Aspekte der Frauenförderung, Frauenforschung und Frauenkultur 20 Jahre nach der Hochschulgründung. Paderborner Universitätsreden 37, Universität Paderborn, 1993, S. 5–14.
- Ein Projekt der ÖTV-Frauen: Die Aufwertung typischer Frauenberufe im Öffentlichen Dienst. In: Senatsverwaltung für Arbeit und Frauen Berlin (Hrsg.): Soziale Frauenberufe in der Krise – Aufwertung und Berufsperspektiven. Fachtagung der Senatsverwaltung für Arbeit und Frauen in Zusammenarbeit mit KOBRA, Berlin, 1993.
- Vom Aufschrei in die Niederungen der kleinen Schritte – Die Aufwertungskampagne von Frauen in der ÖTV. In: Regine Winter (Hrsg.): Frauen verdienen mehr. Zur Neubewertung von Frauenarbeit im Tarifsystem. Edition Sigma, Berlin, 1994, S. 117–133. Online
- Frauen aus hausarbeitsnahen Berufen melden sich zu Wort. In: Regine Winter (Hrsg.): Frauen verdienen mehr. Zur Neubewertung von Frauenarbeit im Tarifsystem. Edition Sigma, Berlin, 1994, S. 229–246.
- Eine Idee–ein Projekt–eine Bewegung – Hessische ÖTV-Frauen verändern den öffentlichen Dienst. In: WSI-Mitteilungen, 49. Jg., Heft 6, 1996, S. 391–398.
- mit Karin Kraus: Neue Zeitpraxis im Öffentlichen Dienst. Ein zukunftsweisendes und beteiligungsorientiertes Arbeitszeitprojekt: Praxisberichte, Erfahrungen, Ergebnisse, Modelle. ÖTV, Stuttgart, 1999.
- Nordrhein-Westfalen – Ein Flächenstaat fördert die städtische Zeitgestaltung. In: Ulrich Mückenberger (Hrsg.): Bessere Zeiten für die Stadt – Chancen kommunaler Zeitpolitik. Opladen, Leske und Budrich, 2001, S. 165–169.
- mit Renate Sternatz, Beate Herzog: Arbeits- und Servicezeiten im öffentlichen Dienst. Wie Verwaltung, Beschäftigte und Kunden profitieren. Bund-Verlag, Frankfurt am Main 2005. ISBN 978-3-7663-3579-1